# Lewedorp

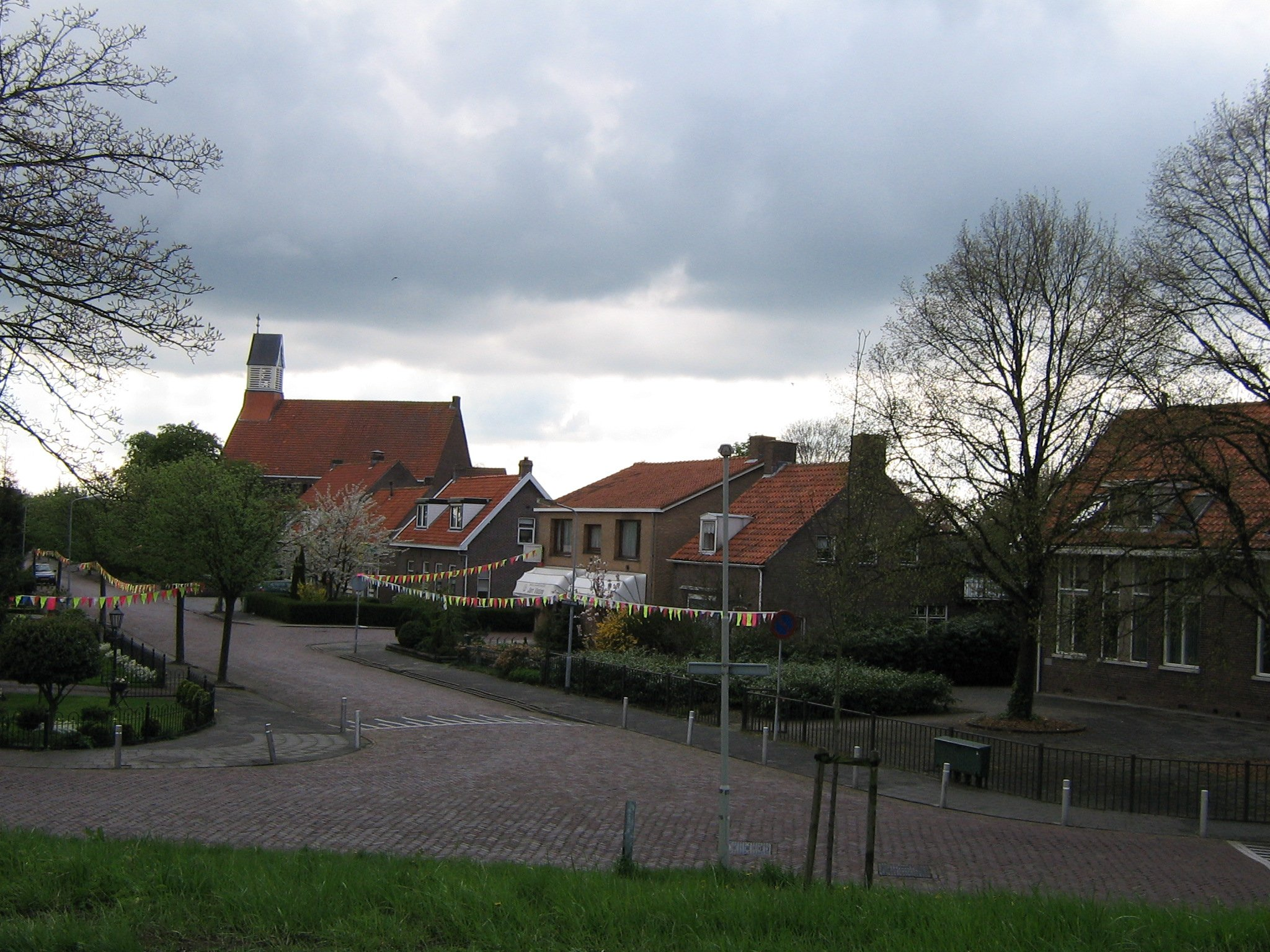
Straatbeeld met kerk

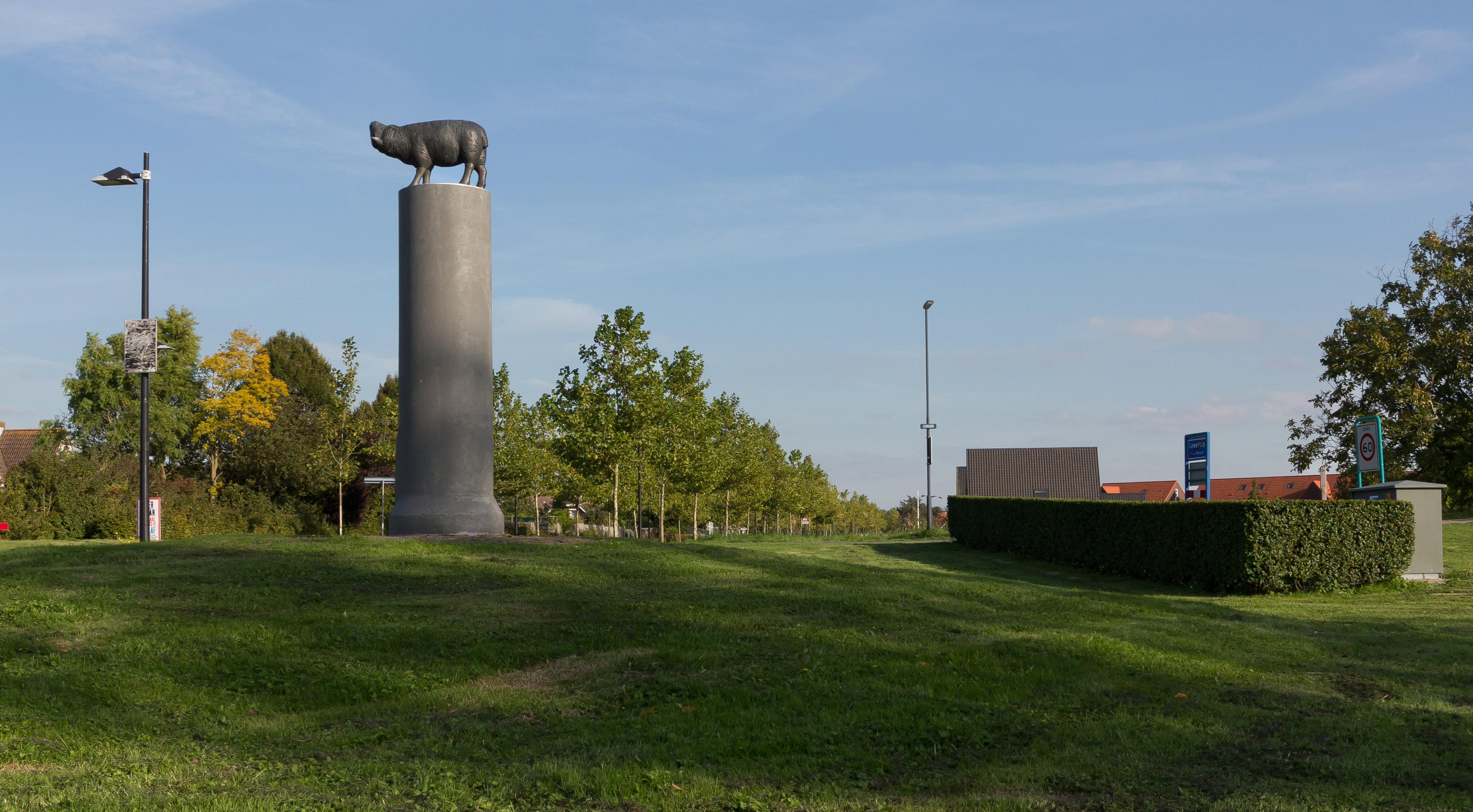
Sculptuur aan de rand van het dorp

Lewedorp is een dorp in de gemeente Borsele, in de Nederlandse provincie Zeeland. Het dorp heeft 1.825 inwoners (1 januari 2023).
Lewedorp is het jongste dorp van de gemeente en was oorspronkelijk slechts een verzameling huizen onder de naam Noord-Kraayert, naar de Kraayertpolder waarin de buurtschap lag. Door de aanleg in 1871 van de verbindingsdam door het Sloe, tussen Walcheren en Zuid-Beveland, kreeg het een flinke groei-impuls. In 1929 was het dusdanig gegroeid dat men van een volwaardig dorp kon spreken. Daarnaast was in 1928 de rooms-katholieke Sint-Eligiuskerk in gebruik genomen. De gemeenteraad van 's-Heer Arendskerke, waar het toen onder viel, besloot dat het nieuwe dorp ook een nieuwe naam moest krijgen: Lewedorp, naar jonkheer U.E. Lewe van Neijenstein, de toenmalige burgemeester. In 1953 werd de gereformeerde kerk in gebruik genomen die sinds 1956 tevens dienstdeed voor de hervormden.
Bij de gemeentelijke herindeling van 1970 werd de A58 de grens tussen de nieuwgevormde gemeenten Goes en Borsele, waardoor het noordelijke deel van het dorp tot de gemeente Goes ging behoren, terwijl het grootste deel van het dorp, dat ten zuiden van de snelweg lag, naar de gemeente Borsele ging. Veel inwoners van Lewedorp vinden werk in het nabijgelegen haven- en industriegebied Vlissingen-Oost (Sloegebied), waar onder andere bedrijven in de petrochemische en farmaceutische sector zijn gevestigd. Ten noorden van het dorp ligt aan de andere (noord)zijde van de A58 een industrieterrein met onder meer een frietfabriek van McCain. Hoewel dit officieel Bedrijventerrein Lewedorp heet, behoort het gebied bij het dorp 's-Heer Arendskerke in de gemeente Goes en niet bij Lewedorp.
Ten oosten van Lewedorp bevindt zich de buurtschap Graszode en ten zuiden de buurtschap Zorgvliet.
Dorpen: Baarland · Borssele · Driewegen · Ellewoutsdijk · 's-Gravenpolder · 's-Heer Abtskerke · 's-Heerenhoek · Heinkenszand · Hoedekenskerke · Kwadendamme · Lewedorp · Nieuwdorp · Nisse · Oudelande · Ovezande

Buurtschappen: Baarsdorp · Bakendorp · Coudorpe · Graszode · Knaphof · Koekoek · Langeweegje · Het Oudeland · Rijkebuurt · Scheldeoord · Sinoutskerke · 't Vlaandertje · De Zak 

Zeeland: Steden en dorpen in Zeeland      Nederland: Provincies · Gemeenten